# Národopisné muzeum Plzeňska
Národopisné muzeum Plzeňska je pobočkou Západočeského muzea v Plzni. Sídlí na východní straně náměstí Republiky v Plzni, v Gerlachovském a Chotěšovském domě, číslo popisné 13. Muzeum bylo otevřeno roku 1915. Expozice jsou věnovány každodennímu životu obyvatel Plzeňska od 15. až do 20. století.
Od ledna 2021 je Národopisné muzeum Plzeňska pro návštěvníky dlouhodobě uzavřeno z důvodu generální rekonstrukce a přípravy nových stálých expozic. Rekonstrukce je financována z Integrovaného regionálního operačního programu (IROP) s finanční spoluúčastí Ministerstva pro místní rozvoj a Plzeňského kraje. Předpokládaný termín dokončení je rok 2023.

## Historie muzea
Gerlachovský dům se v letech 1910 až 1912 diký úsilí plzeňského Kroužku přátel starožitností podařilo zachránit před demolicí. Bylo rozhodnuto, že zde bude zřízeno národopisné muzeum. Za tím účelem byla v roce 1911 založena Společnost pro národopis a ochranu památek v Plzni. Již v roce 1912 byla uspořádána první národopisná výstava, zatím v prostorách Měšťanské besedy. Stavební úpravy Gerlachovského domu byly zahájeny v roce 1914, muzeum bylo provizorně otevřeno 28. září 1915. K definitivnímu otevření došlo až 4. dubna 1919. Ředitelem byl jmenován Ladislav Lábek, který v čele muzea vydržel dalších 44 let.
Expozice utrpěly za druhé světové války, když byl do muzea dosazen německý správce. Řada umělecky hodnotných exponátů posloužila jako dary pro členy německé okupační správy. Po válce se však expozice podařilo znovu obnovit.
Po únorovém převratu v roce 1948, kdy se k moci dostali komunisté, došlo ke sloučení plzeňských muzeí (Národopisné muzeum, Historické muzeum a Uměleckoprůmyslové muzeum) do jedné instituce s názvem Západočeské muzeum v Plzni. V 50. letech se uvažovalo o přestěhování expozic mimo Plzeň, v původních prostorách by vzniklo jakési „muzeum feudalismu“. K tomu však naštěstí nedošlo. Ladislav Lábek odešel z muzea v roce 1963, jeho následovníci však pokračovali po vytyčené cestě. Muzeum tak dodnes slouží svému původnímu účelu.

## Současnost
Národopisné muzeum Plzeňska je v současné době spravováno a provozováno národopisným oddělením Západočeského muzea v Plzni, p. o. Národopisné oddělení je jedním z deseti odborných oddělení Západočeského muzea v Plzni. Jeho pracovníci odborně zhodnocují a pečují o etnografickou podsbírku ZČM v Plzni, jejíž základ byl vytvořen na počátku 20. století prvním ředitelem Národopisného muzea Plzeňska, Ladislavem Lábkem. Etnografická podsbírka dnes čítá více než 77 tisíc inventárních čísel a řadí se tak mezi nejrozsáhlejší národopisné sbírky v ČR.
Sbírkové předměty etnografické podsbírky Západočeského muzea v Plzni, p. o. prezentuje národopisné oddělení zejména ve stálé expozici Národopisného muzea Plzeňska a na krátkodobých výstavách, instalovaných v téměř všech objektech Západočeského muzea. Nalézt je můžete ve stálé expozici hlavní budovy ZČM  v Kopeckého sadech 2, v Muzeu církevního umění plzeňské diecéze a zejména v plzeňském Muzeu loutek.
Několik stovek předmětů z etnografické podsbírky krášlí také stálé expozice dalších muzeí a interiéry památkových objektů po celém území ČR, například stálou expozici Muzea Dr. Šimona Adlera na Dobré Vodě u Hartmanic. Ve spolupráci s jinými odbornými odděleními Západočeského muzea bylo v posledních letech připraveno také několik zahraničních výstav, prezentujících historii a tradiční lidovou kulturu města Plzně a širšího Plzeňska.
Národopisné oddělení Západočeského muzea v Plzni však nezpřístupňuje veřejnosti své sbírky pouze prostřednictvím stálých expozic a krátkodobých výstav. Po předchozím ohlášení mohou případní zájemci z řad odborné i laické veřejnosti v badatelských dnech využít také možnost navštívit osobně badatelnu Národopisného muzea Plzeňska a po splnění základních podmínek využít informace z unikátních (nejen) písemných a obrazových materiálů etnografické podsbírky.
Jako nedílnou součást prezentace etnografické podsbírky a celého Národopisného muzea Plzeňska připravují pracovníci národopisného oddělení každoročně několik doprovodných programů pro širokou veřejnost.

## ExpoziceJak se žilo na Plzeňsku
- měšťanský život v Plzni od 15. do 20. století (interiéry měšťanských domácností)
- venkovský život na Plzeňsku (interiéry venkovských domácností, lidové kroje, lidové obyčeje)
- lékárna z 19. století (původní vybavení lékárny z domu U Bílého jednorožce na protější straně náměstí)

## Doprovodné programy ke stálé expozici
- Vítání jara v Plzni: vynášení Smrtky
- Velikonoční jarmark
- Muzejní noc
- Adventní dílny
- variabilní doprovodné programy

## Badatelna národopisného oddělení
Počátky tvorby sbírek Národopisného muzea Plzeňska překračují o mnoho let samotné zpřístupnění muzea širší veřejnosti a formální založení (v roce 1918) dokonce o několik desítek let. Základní sbírkový korpus pochází ze sbírky Ladislava Lábka (zakladatele muzea) a sbírky, shromažďované po dlouhá léta Kroužkem přátel starožitností pro Plzeň a okolí. Do současnosti se národopisnému oddělení Západočeského muzea v Plzni podařilo shromáždit rozsáhlý sbírkový fond, dokumentující život obyvatel Plzně a širšího Plzeňska. Národopisné muzeum Plzeňska zpřístupňuje své sbírky nejen skrze stálé expozice a krátkodobé výstavy, ale také badatelům z řad odborné i laické veřejnosti.

## Galerie

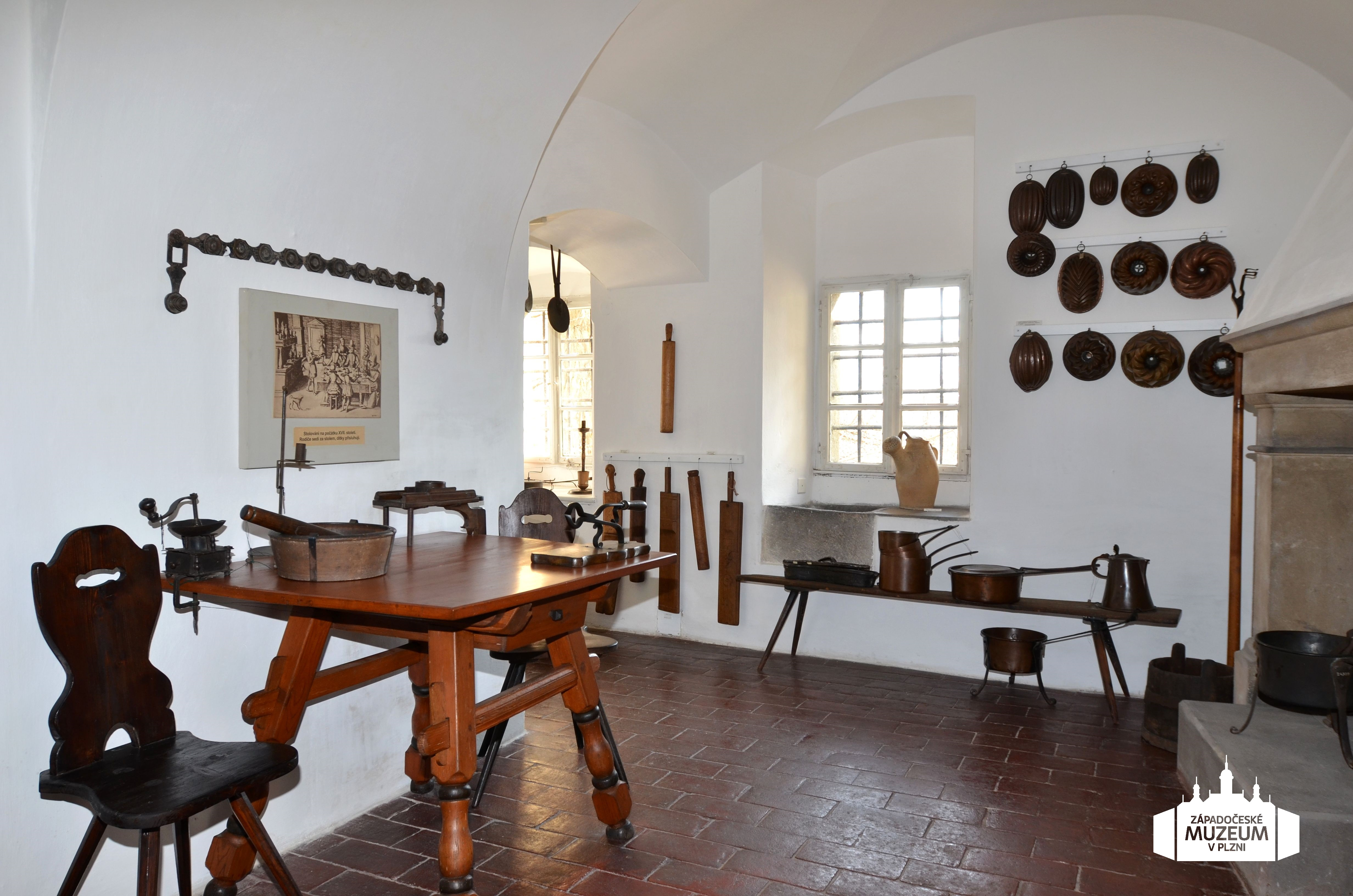
Stálá expozice Národopisného muzea Plzeňska
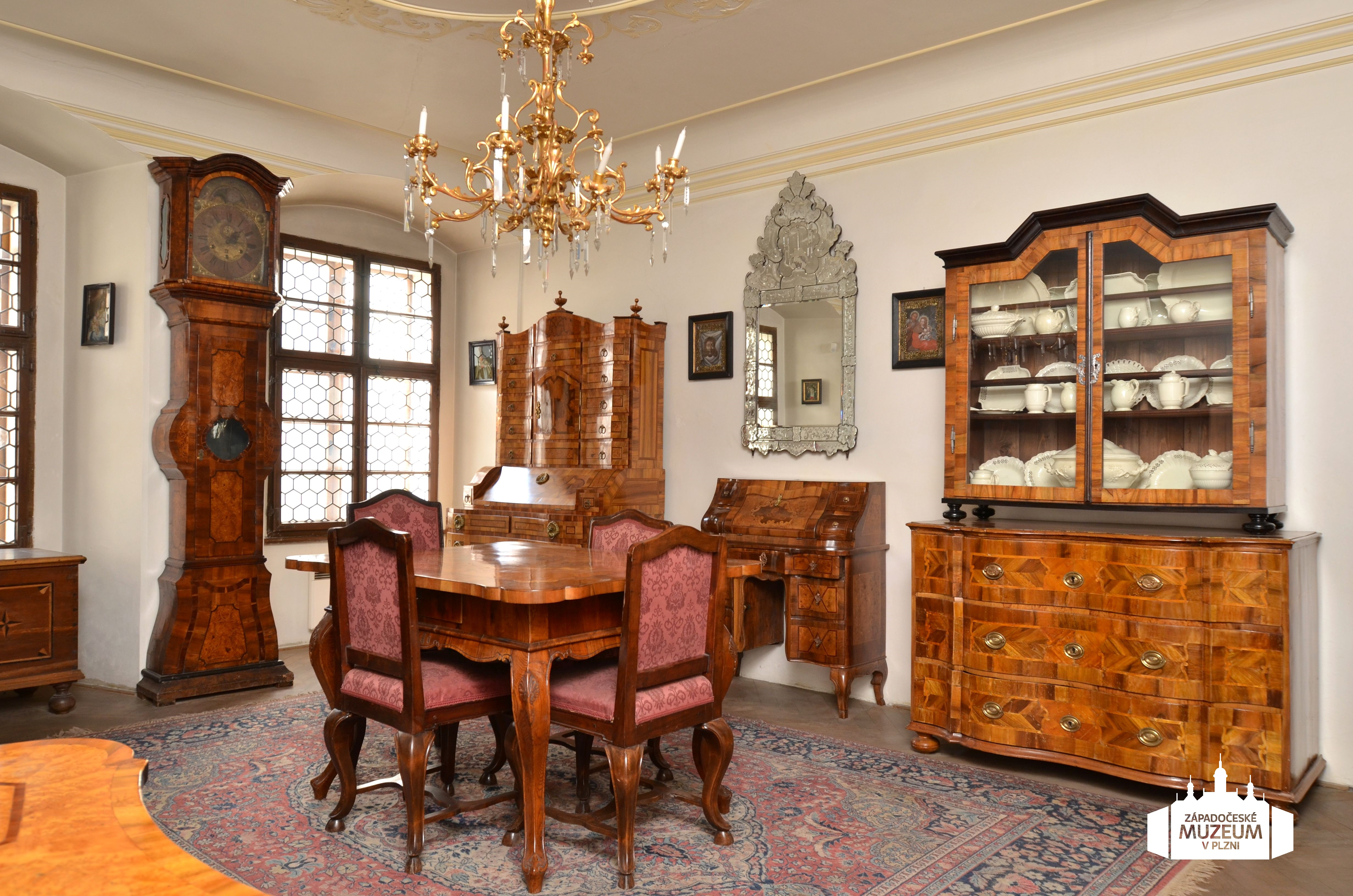
Stálá expozice Národopisného muzea Plzeňska
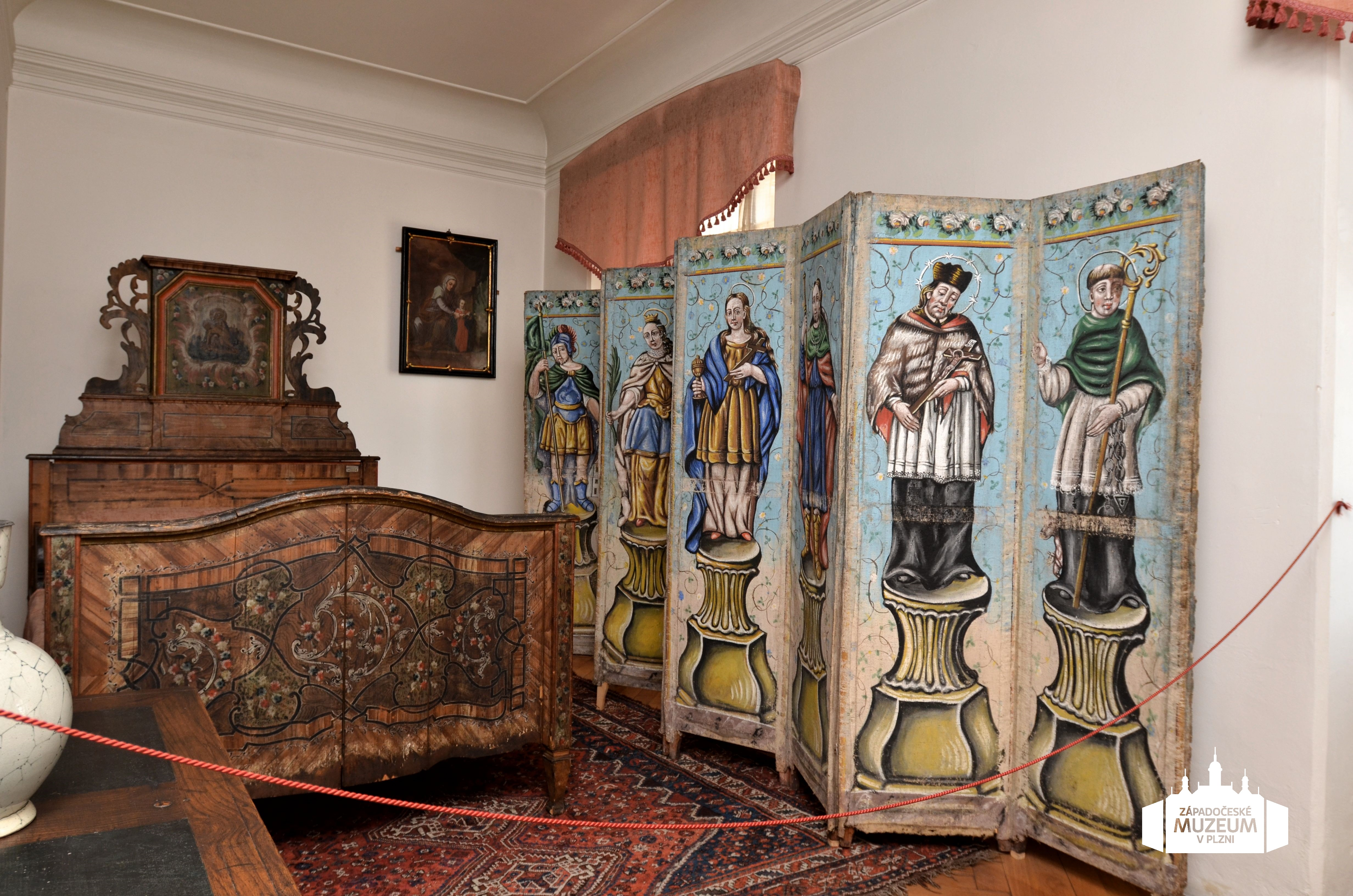
Stálá expozice Národopisného muzea Plzeňska
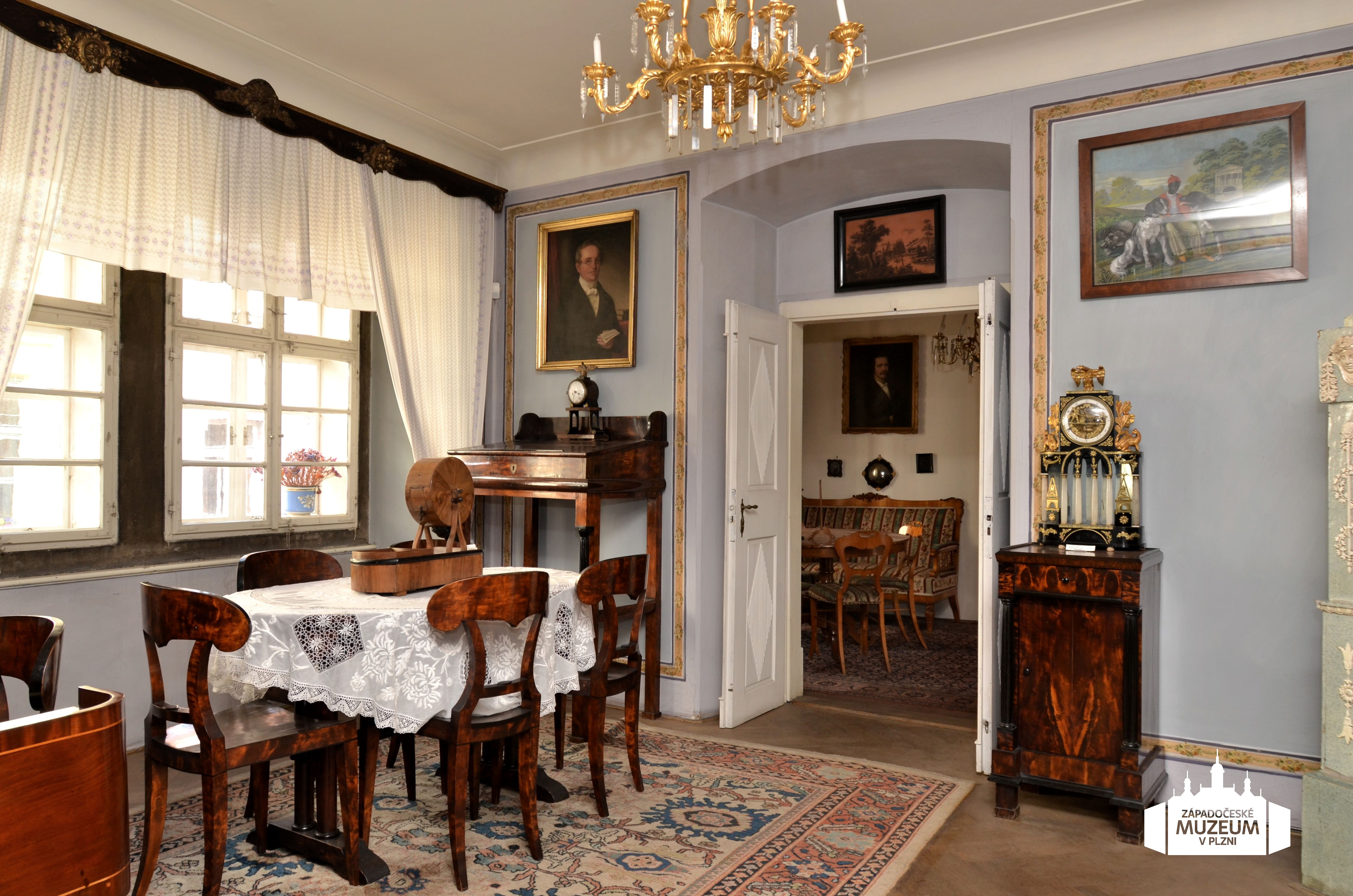
Stálá expozice Národopisného muzea Plzeňska
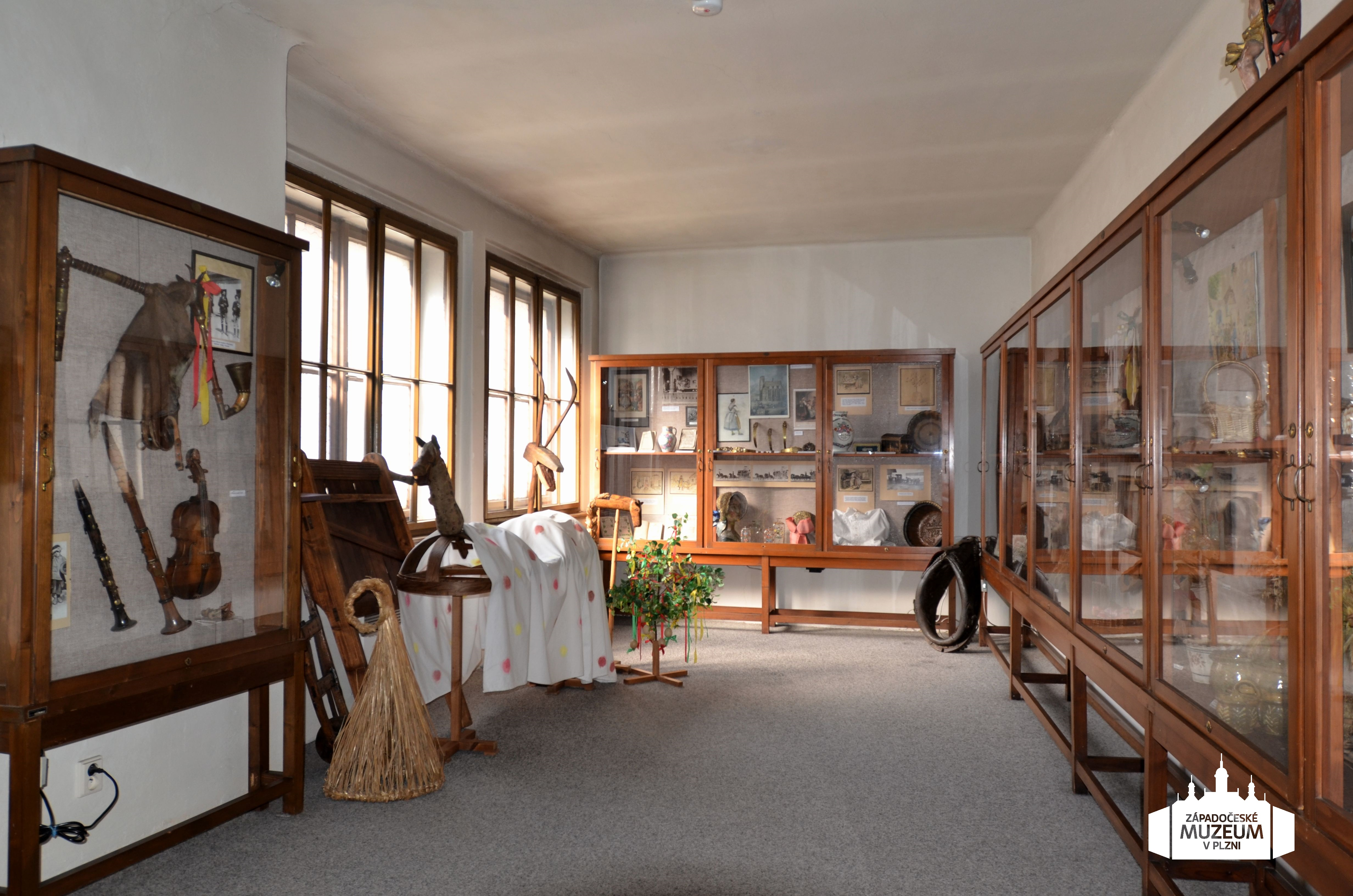
Stálá expozice Národopisného muzea Plzeňska
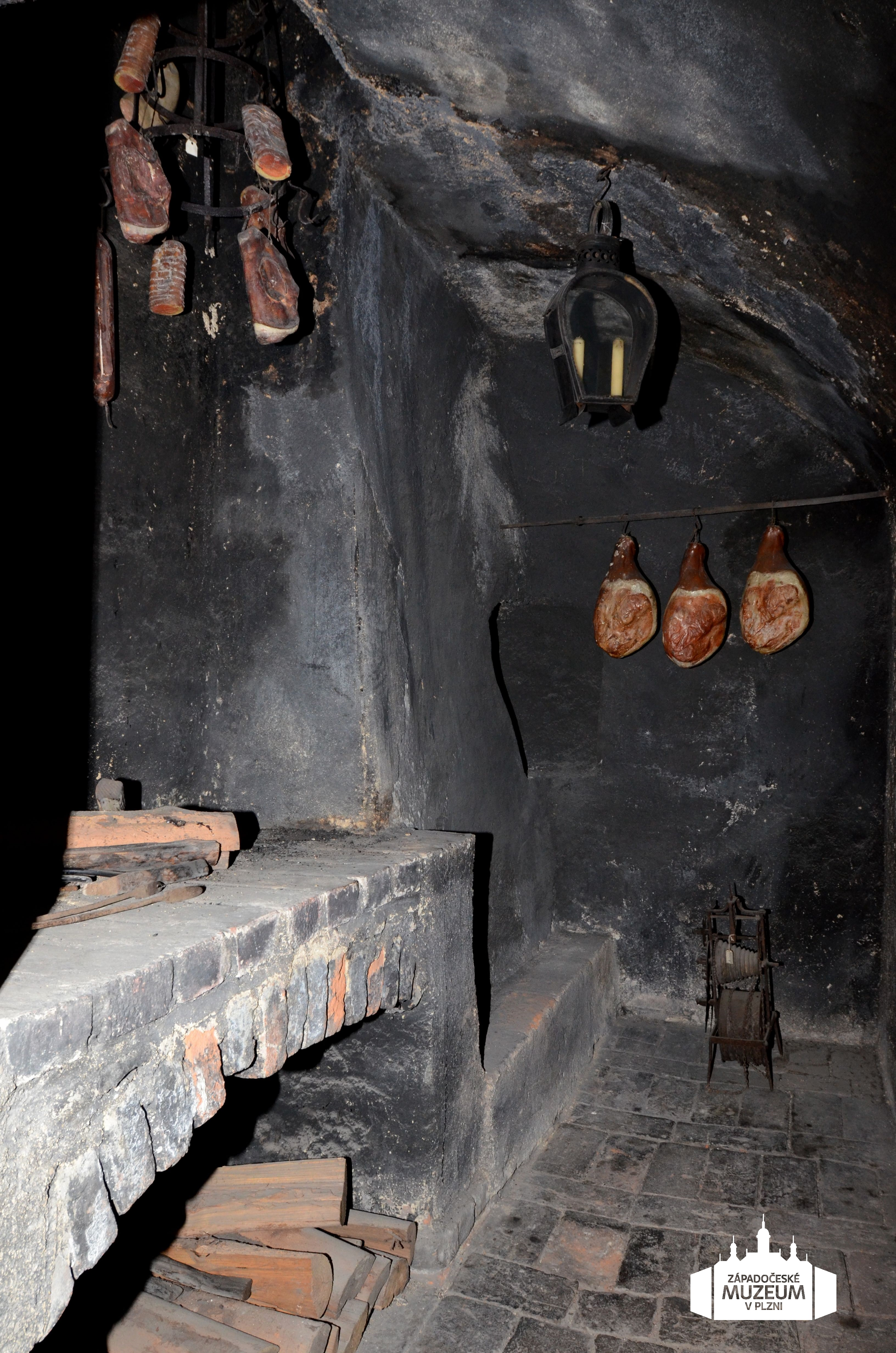
Stálá expozice Národopisného muzea Plzeňska
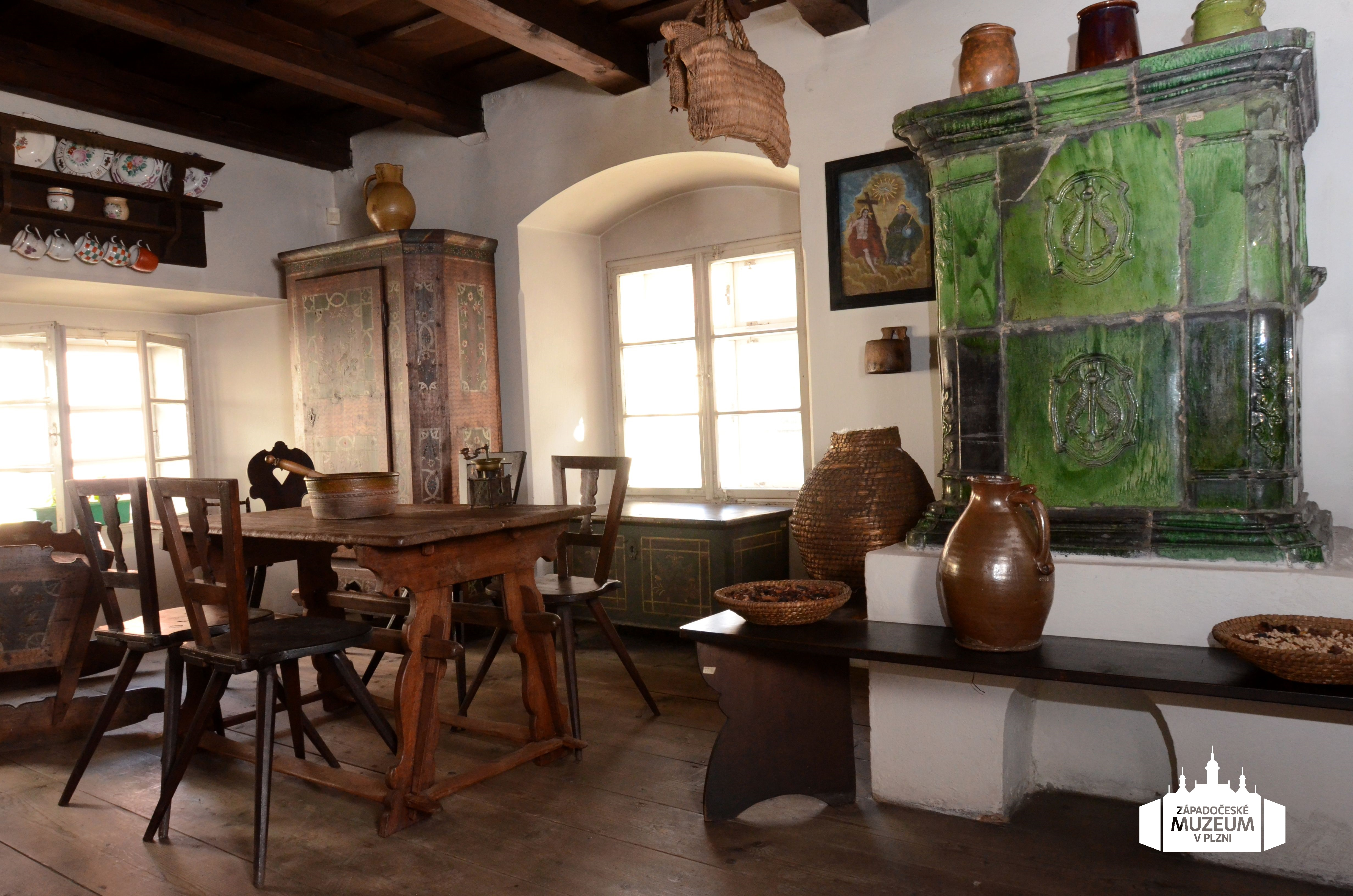
Stálá expozice Národopisného muzea Plzeňska